# Принстон Медоус (Њу Џерзи)
Принстон Медоус (енгл. Princeton Meadows) насељено је место без административног статуса у америчкој савезној држави Њу Џерзи.

## Демографија
По попису из 2010. године број становника је 13.834, што је 398 (3,0%) становника више него 2000. године.
| Група             | 2000.         | 2010.         |
| Белци             | 7.155 (53,3%) | 4.718 (34,1%) |
| Афроамериканци    | 1.295 (9,6%)  | 1.426 (10,3%) |
| Азијати           | 4.037 (30,0%) | 6.343 (45,9%) |
| Хиспаноамериканци | 708 (5,3%)    | 1.059 (7,7%)  |
| Укупно            | 13.436        | 13.834        |